# Илия (област)
Илѝя (на гръцки: Νομός Ηλείας) е ном в Гърция с център град Пиргос. Друг важен град в областта е Захаро.

## История
Древните обитатели на областта, наричани условно елиди, се занимавали със земеделие в ниските части по долините на реките, а по високите хребети – със скотовъдство. Във високите части на областта е имало тучни пасища и дъбови гори. В крайбрежните райони широко разпространено е било също така лозарството и рибарството.
В преводи на български на Херодот и Павзаний областта е наречена Елида. Там се намира прочутото светилище на Зевс в Олимпия, където на всеки четири години се провеждат панелинските древни олимпийски игри. В този район се намира и микенският център Пилос, където е разкрит царски дворец със стенописи и архив от глинени плочки с надписи на линейно писмо Б.
От края на V век пр.н.е. последователно атиняни, спартанци, аркадияни и македони нарушават границите, свободата и сигурността на Елида.
В древномакедонския и римски период в историята на Гърция, Илия обхваща северозападната част от Пелопонес и граничи на юг с Месения по река Неде. На изток границата ѝ с Аркадия е по река Ериманти, а на север границата с Ахея минава по река Лариса и Скиладския хребет. На запад е Йонийско море.

## Личности
- Калон (496 – 456 г. пр.н.е.), скулптор
- Алексин (339 пр. Хр. – 265 пр. Хр.), древногръцки философ